# Austrogymnocnemia tindalei
Austrogymnocnemia tindalei is een insect uit de familie van de mierenleeuwen (Myrmeleontidae), die tot de orde netvleugeligen (Neuroptera) behoort. 
Austrogymnocnemia tindalei is voor het eerst wetenschappelijk beschreven door New in 1985.